# Senna nudicaulis
Senna nudicaulis là một loài thực vật có hoa trong họ Đậu. Loài này được (Burkart) H.S.Irwin & Barneby miêu tả khoa học đầu tiên.